# Стубицьке Топлиці
45°58′ пн. ш. 15°56′ сх. д. / 45.96° пн. ш. 15.93° сх. д.
Стубицьке Топлиці ( Stubičke Toplice) – громада і населений пункт в Крапинсько-Загорській жупанії Хорватії.

## Населення
Населення громади за даними перепису 2011 року становило 2 805 осіб. Населення самого поселення становило 1 845 осіб.
Динаміка чисельності населення громади:
Динаміка чисельності населення центру громади:

## Населені пункти
Крім поселення Стубицьке Топлиці, до громади також входять:
- Пила
- Слєме
- Стрмець-Стубицький

## Клімат
Середня річна температура становить 9,69°C, середня максимальна – 23,27°C, а середня мінімальна – -5,99°C. Середня річна кількість опадів – 1006,00 мм.
| Клімат поселення                              | Клімат поселення | Клімат поселення | Клімат поселення | Клімат поселення | Клімат поселення | Клімат поселення | Клімат поселення | Клімат поселення | Клімат поселення | Клімат поселення | Клімат поселення | Клімат поселення | Клімат поселення |
| Показник                                      | Січ.             | Лют.             | Бер.             | Квіт.            | Трав.            | Черв.            | Лип.             | Серп.            | Вер.             | Жовт.            | Лист.            | Груд.            |                  |
| Середній максимум, °C                         | 5,48             | 7,10             | 11,22            | 15,25            | 20,11            | 23,27            | 22,13            | 21,62            | 17,81            | 12,87            | 7,23             | 3,84             |                  |
| Середня температура, °C                       | −0,25            | 1,37             | 5,48             | 9,52             | 14,39            | 17,54            | 19,26            | 18,76            | 14,94            | 10,00            | 4,36             | 0,94             |                  |
| Середній мінімум, °C                          | −5,99            | −4,36            | −0,26            | 3,79             | 8,64             | 11,81            | 16,39            | 15,88            | 12,06            | 7,13             | 1,50             | −1,91            |                  |
| Норма опадів, мм                              | 52               | 53               | 67               | 74               | 86               | 113              | 97               | 99               | 98               | 97               | 97               | 73               |                  |
| Середньомісячна швидкість вітру, м/с          | 1.86             | 2.01             | 2.38             | 2.30             | 2.17             | 1.93             | 1.87             | 1.74             | 1.75             | 1.84             | 1.94             | 1.92             |                  |
| Середньомісячна сонячна радіація, кДж/м²·день | 4180             | 6929             | 10524            | 14819            | 18852            | 20536            | 21422            | 18666            | 13918            | 8703             | 4595             | 3367             |                  |
| --------------------------------------------- | ---------------- | ---------------- | ---------------- | ---------------- | ---------------- | ---------------- | ---------------- | ---------------- | ---------------- | ---------------- | ---------------- | ---------------- | ---------------- |
| Джерело:                                      |                  |                  |                  |                  |                  |                  |                  |                  |                  |                  |                  |                  |                  |